# Air Frame
Air Frame, född 23 april 2010 i Enköping i Uppsala län, är en svensk varmblodig travhäst. Hon tränades av sin uppfödare och ägare Stefan Melander och kördes oftast av Per Lennartsson.
Air Frame tävlade åren 2013–2016 och sprang in 2,6 miljoner kronor på 58 starter varav 9 segrar, 5 andraplatser och 9 tredjeplatser. Bland hennes främsta meriter räknas segern i Stosprintern (2014) och en andraplats i Drottning Silvias Pokal (2014).